# الجلة الجنوبي
مركز الجلة الجنوبي هو مركزٌ إداري تابعٌ لمحافظة القويعية في منطقة الرياض ، ويصنف من فئة (ب) ورمزها 1225.